# Eupteryx signatipennis
Eupteryx signatipennis är en insektsart som först beskrevs av Karl Henrik Boheman 1847.  Eupteryx signatipennis ingår i släktet Eupteryx och familjen dvärgstritar. Arten är reproducerande i Sverige. Inga underarter finns listade i Catalogue of Life.

## Bildgalleri

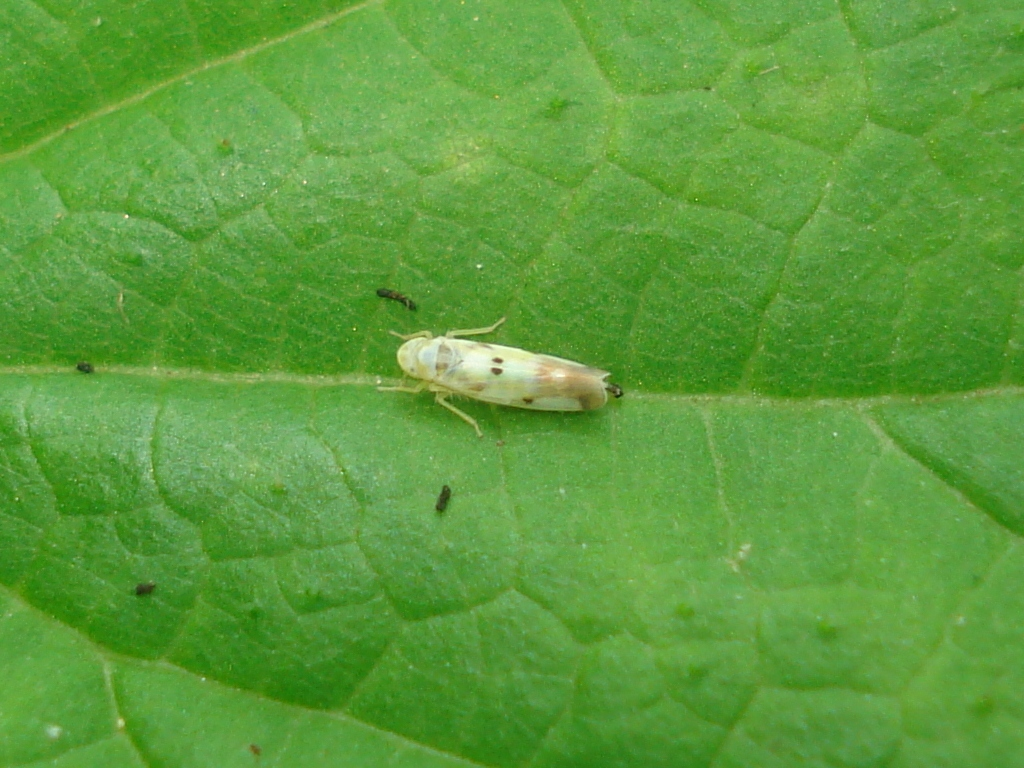